# عده
عِدّه مطابق ماده ۱۱۵۰ قانون مدنی ایران مصوب ۱۳۱۳ خورشیدی عبارت است از مدت‌زمانی که تا پایانش، زنی که عقد نکاح او منحل شده است نمی‌تواند شوهر دیگری برگزیند.

## واژه‌شناسی
عدّه یا عدّت در لغت به معنی شمار و جماعت و گروه است و از العدّة عربی گرفته شده که از رِیشه عَدَّ به معنی شمردن می‌آید. از نظر دستوری مصدر سماعی است و در اصطلاح فقه به مدتی گفته می‌شود که زن باید برای ازدواج دیگرباره شکیبایی پیشه کند. «عدّهٔ گرفتن» کنایه از خانه‌نشینی و «عدّهٔ غم» به معنای دوران اندوه و افسردگی است. «عدّه‌دار بکر» هم کنایه از خُم شراب و شرابی است که هنوز از آن نخورده‌اند. خاقانی در این دو بیت به این معانی اشاره دارد:
| آن عدّه‌دار بکر طلب کن که روح را |  | آبستنی به مریم عذرا برافکند |

| صاحب حالت شدن حله تن دوختن |  | خارج عادت شدن عدّهٔ غم داشتن |

## حکمت وجود عدّه
در این باره سه دیدگاه مطرح است:
- برای جلوگیری از اختلاط نطفه و گم گشتن نسب یا بی‌سرپرست شدن فرزندان باید مشخص گردد که زن از شوهر پیشین باردار است یا نه.
- رعایت حریم و احترام زناشویی پیشین.
- فرصت صلح و سازش میان طرفین.[۲]

## مدت‌زمان عدّهٔ زن
عدّه پس از دخول مرد در پیشِ زن (واژن) – که در نظر مشهور فقهی پسِ زن (مقعد) را نیز شامل می‌شود – بر عهدهٔ زن قرار می‌گیرد تا مدتی برای ازدواجِ دیگرباره صبر کند:
- عدّهٔ شوهرمُرده: ۴ ماه و ۱۰ روز.
- عدّهٔ زنی که در زمان بارداری، شوهرش بمیرد: پایان بارداری (در فقه اسلامی به شرط اینکه کمتر از ۴ ماه و ۱۰ روز نباشد)
- عدّهٔ زنی که در زمان بارداری از شوهرش جدا شود: پایان بارداری.
- عدّهٔ جدایی (طلاق، فسخ، انفساخ، انقضای مدت، بذل مدت): ۳ بار طُهر یا پاکی از عادت ماهانه. (فقه شیعه در ازدواج موقت، عدّهٔ جدایی را ۲ بار پاکی از عادت ماهانه در نظر می‌گیرد)
- عدّهٔ یائسه: بدون عدّه اما در صورت شک در یائسگی ۳ ماه. در فقه اسلامی عدّه وفات یائسه همچون دیگران ۴ ماه و ۱۰ روز است. سن فقهی یائسگی، پنجاه سال تمام قمری (برابر با ۴۸ سال و ۱۷۹ روز خورشیدی) است حتی اگر زنی در عمل، یائسگی دیررس یا زودرس نسبت به آن سن داشته باشد. البته کثیری از فقها سن یائسگی را برای زنانِ سیّده، استثنائاً شصت سال قمری (برابر با ۵۸ سال و ۷۸ روز خورشیدی) می‌دانند.[۵]
- عدّهٔ زنی که [با وجود اقتضای سن در فقه اسلامی] عادت ماهانه ندیده است: ۳ ماه (فقه شیعه در ازدواج موقت، عدّه را در این باره ۴۵ روز در نظر می‌گیرد)
- اگر زنی بخواهد بار دیگر با شوهر پیشین خود که اخیراً جدا شده ازدواج کند: ملزم به رعایت عدّه نیست.
- عدّه برای زن غیرمدخوله: زنی که به طرق دیگر جز دخول با مردی آمیزش کرده، به استثنای عدّهٔ وفات در صورت درگذشت شوهر، ملزم به رعایت هیچ عدّه‌ای نیست.[۶][۷]

گفتنی‌است افزون بر موارد یادشده، در فقه اسلامی:
- عدّهٔ زناکار: در فقه اسلامی، زنی که مرتکب زنا شده عدّه ندارد اما برخی از فقها با توجه به علت تشریع عدّه در قرآن (جلوگیری از گم شدن نسب یا بی‌پدر شدن فرزند) اِستِبرا یعنی دست کم یک بار پاکی از عادت ماهانه را واجب دانسته‌اند.[۸]
- عدّهٔ آمیزش اشتباهی و اجباری: در وَطی به شُبهه یعنی دخول جنسی حرام با گمانِ حلال بودن به‌طور کلی و نیز در زنای به عنف (تجاوز جنسی) هر دو زن باید عدّهٔ جدایی نگه دارند.[۹]
- عدّهٔ زنِ برده: عدّهٔ کنیز در همهٔ موارد یادشده نصف زن آزاد است.[۱۰][۱۱][۱۲]

بنابراین زن دارای چرخهٔ عادت ماهانه، در آمیزش جنسی با مردان از طریق دخول آلت تناسلی، علی‌الاصول در قالب ازدواج موقت: سالانه حداکثر با ۶ مرد و در قالب ازدواج دائم: سالانه حداکثر با ۴ مرد می‌تواند همخوابه شود، اما چنانچه آمیزش جنسی مادون دخول همانند رابطه دهانی و بوسه و… باشد محدودیتی نخواهد داشت.
منظور از «دخول» در تمام موارد کاربرد ولو در صورت عدم تصریح، دخول به اندازهٔ ختنه‌گاه در پیشِ زن (واژن) است که در نظر مشهور فقهی، پسِ زن (مقعد) را نیز در بر می‌گیرد؛ مگر در اِحصان و نیز ازالهٔ پردهٔ بکارت که اکثر فقها تنها ناظر به دخول در پیشِ زن می‌دانند هرچند اقلیتی برآنند که دخول از هر کدام از پیش و پس زن موجب تحقق ازاله بکارت و خروج از دوشیزگی می‌گردد.